# Dipartimento di Chari
Il dipartimento di Chari, in italiano Sciari, è un dipartimento del Ciad facente parte della provincia di Chari-Baguirmi. Il capoluogo è Mandélia.

## Comuni
Il dipartimento comprende i seguenti comuni:
- Koundoul
- Lougoun-Gana
- La Loumia
- Mandélia